# Paddys Island
Paddys Island är en ö i Australien. Den ligger i delstaten Tasmanien, i den sydöstra delen av landet, omkring 180 kilometer nordost om delstatshuvudstaden Hobart. Genomsnittlig årsnederbörd är 925 millimeter. Den regnigaste månaden är november, med i genomsnitt 123 mm nederbörd, och den torraste är januari, med 42 mm nederbörd.